# Ẩm thực Ai Cập

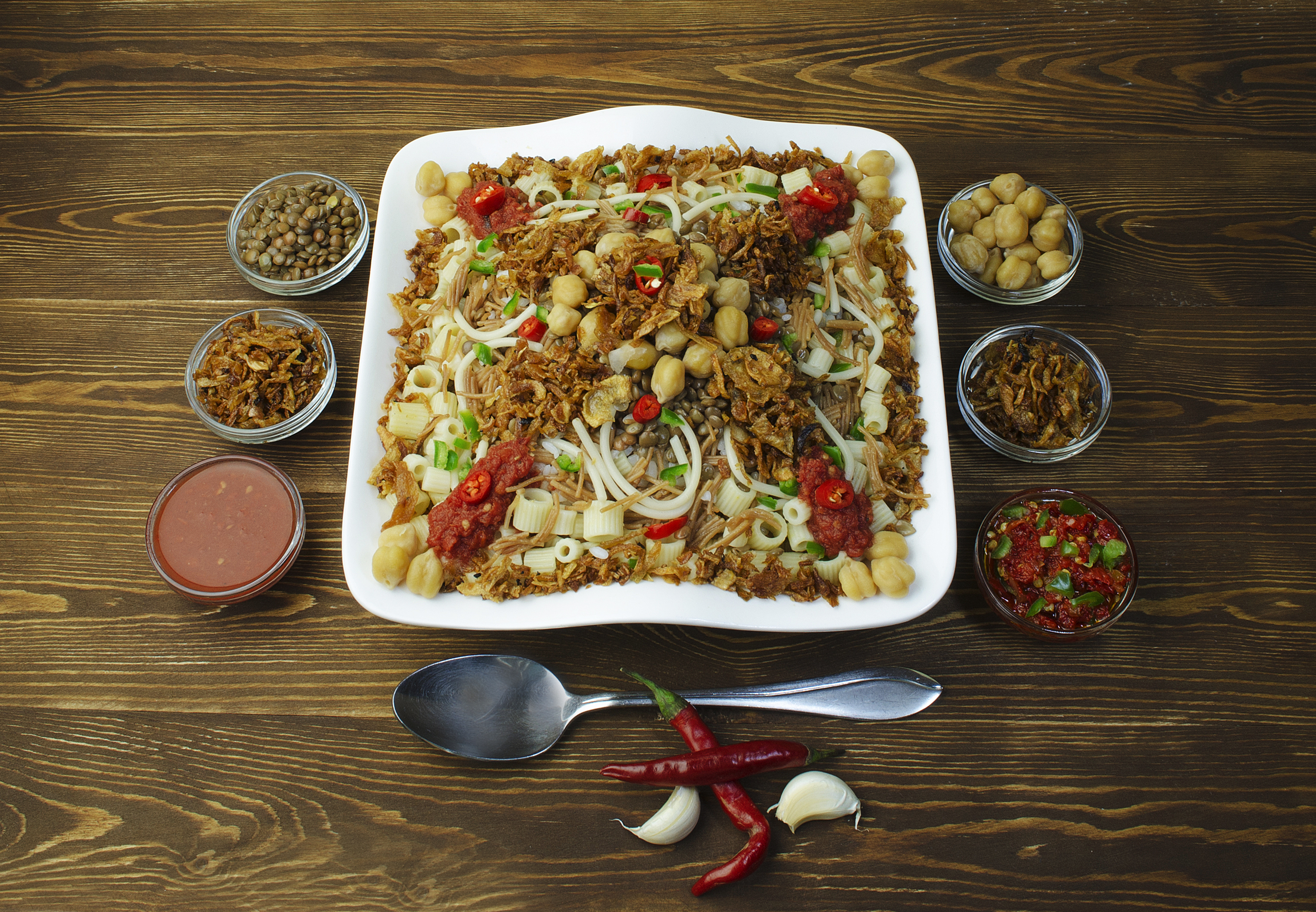
Koshary, một món ăn bình dân của người Ai Cập với mì ống ngắn, cơm, đậu lăng đen hoặc đỏ, đậu gà

Ẩm thực Ai Cập sử dụng nhiều legume, rau và trái cây vì thung lũng Nin và châu thổ sông Nin màu mỡ của Ai Cập giúp sản xuất lượng lớn những loại cây trồng này với chất lượng cao.

## Bánh mì
Bánh mì được làm từ một công thức đơn giản là "xương sống" của ẩm thực Ai Cập. Nó được tiêu thụ trong gần như tất cả các bữa ăn Ai Cập; một bữa ăn của tầng lớp lao động hoặc nông thôn thường bao gồm nhiều bánh mì hơn đậu một chút.
Loại bánh mì địa phương có dạng bánh pita gluten gọi là Eish Masri hoặc Eish Baladi hoặc Baladee (tiếng Ả Rập Ai Cập: عيش phát âm tiếng Ả Rập Ai Cập: [ʕeːʃ]; tiếng Ả Rập hiện đại: ʿayš) chứ không phải tiếng ả rập خبز ḫubz. Từ "phát âm tiếng Ả Rập Ai Cập: [ʕeːʃ]" xuất phát từ gốc Do Thái ع-ي-ش ʕ-Ī-Š có nghĩa là "sống, đang sống." Từ ʿayš có nghĩa là "cuộc sống, cách sống...; kế sinh nhai," trong tiếng Ả Rập tiêu chuẩn và cổ điển. Ở Ai Cập hiện đại, chính phủ trợ cấp bánh mì, bắt nguồn từ chính sách của Gamal Abdel Nasser. Năm 2008, một cuộc khủng hoảng thức ăn rất lớn xảy ra, thỉnh thoảng mọi người đánh nhau để giành bánh mì, dẫn đến nguy cơ bạo loạn. Những người Ai Cập bất đồng quan điểm và những quan sát viên từ bên ngoài của cựu Đảng Dân chủ Dân tộc thường xuyên chỉ trích trợ cấp bánh mì là một sự cố gắng để mua chuộc giai cấp công nhân Ai Cập để khuyến khích sự chấp nhận chính quyền, tuy nhiên, trợ cấp bánh mì vẫn tiếp tục sau cuộc cách mạng năm 2011.

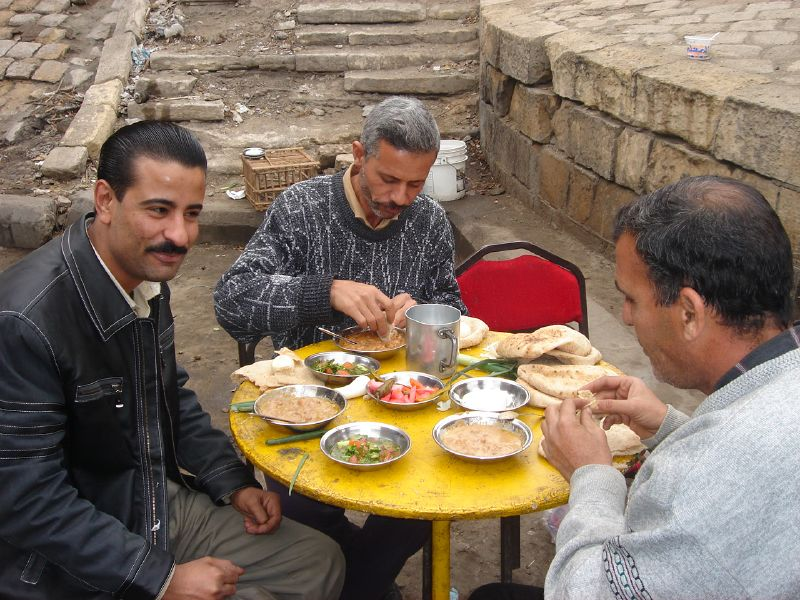
Bữa sáng trên đường phố Ai Cập

Bánh mì thường cung cấp cacbohydrat và protein cho bữa ăn của người Ai Cập. Người Ai Cập sử dụng bánh để xúc thức ăn, nước xốt, nước chấm và để bọc kebab, falafel, và giống như bánh mì kẹp. Hầu hết bánh pita được nướng trong nhiệt độ cao (450 °F hoặc 232 °C), làm phần bánh dẹt phồng lên rất nhiều. Khi được lấy ra khỏi lò nướng, các tầng bột nhào nướng vẫn tách biệt bên trong pita, giúp cho bánh có độ rỗng để chế biến thành các món khác nhau.
Aish Merahrah phát âm tiếng Ả Rập Ai Cập: [ʕeːʃ meˈɾɑħɾɑħ] là một loại bánh mì dẹt Ai Cập làm với 5-10% bột hạt cỏ ca ri thêm với bột ngô. Nó là phần của khẩu phần ăn truyền thống của vùng quê Ai Cập, được chế biến ở các hộ gia đình. Miếng bánh dẹt và rộng và thường có đường kính khoảng 50 cm. Bột ngô được làm thành bột nhào mềm và lên men qua đêm với bột nhào chua, sau đó được tạo thành hình tròn và để cho nó phát triển 30 phút trước khi làm dẹt thành hình cái đĩa, và sau đó nó được nướng lên. Bánh mì này có thể được bảo quản vài ngày trong túi kín hơi. Việc thêm hạt cỏ ca ri vào giúp tăng lượng protein, thời gian bảo quản và khả năng tiêu hoá; mặt khác, nó khiến người ăn tiết ra mùi mồ hôi của họ, đôi khi người thành thị Ai Cập dùng nó để chế nhạo.

## Món chính
Ẩm thực Ai Cập đặc trưng bởi các món như ful medames, đậu răng ngựa nghiền; kushari, một hỗn hợp đậu lăng, cơm, pasta, và các nguyên liệu khác; molokhiya, corchorus olitorius thái và nấu với xốt tỏi hoặc rau mùi; và feteer meshaltet. Ẩm thực Ai Cập có những đặc điểm chung với đồ ăn của vùng Đông Địa Trung Hải, như là rau nhồi cơm, lá nho, shawarma, kebab, ta‘miya, baba ghannoug, và baklava.
Một số người coi kushari - một hỗn hợp cơm, đậu lăng và macaroni - là món ăn quốc gia. Ful medames là một trong những món nổi tiếng nhất. Đậu răng ngựa cũng được sử dụng để làm falafel (phổ biến nhất được gọi là ta‘miya ở Ai Cập), mà bắt nguồn từ Ai Cập và lan truyền ra các vùng khác của Trung Đông.
Não bò và gan được ăn ở Ai Cập. Người Ai Cập cũng ăn óc cừu.

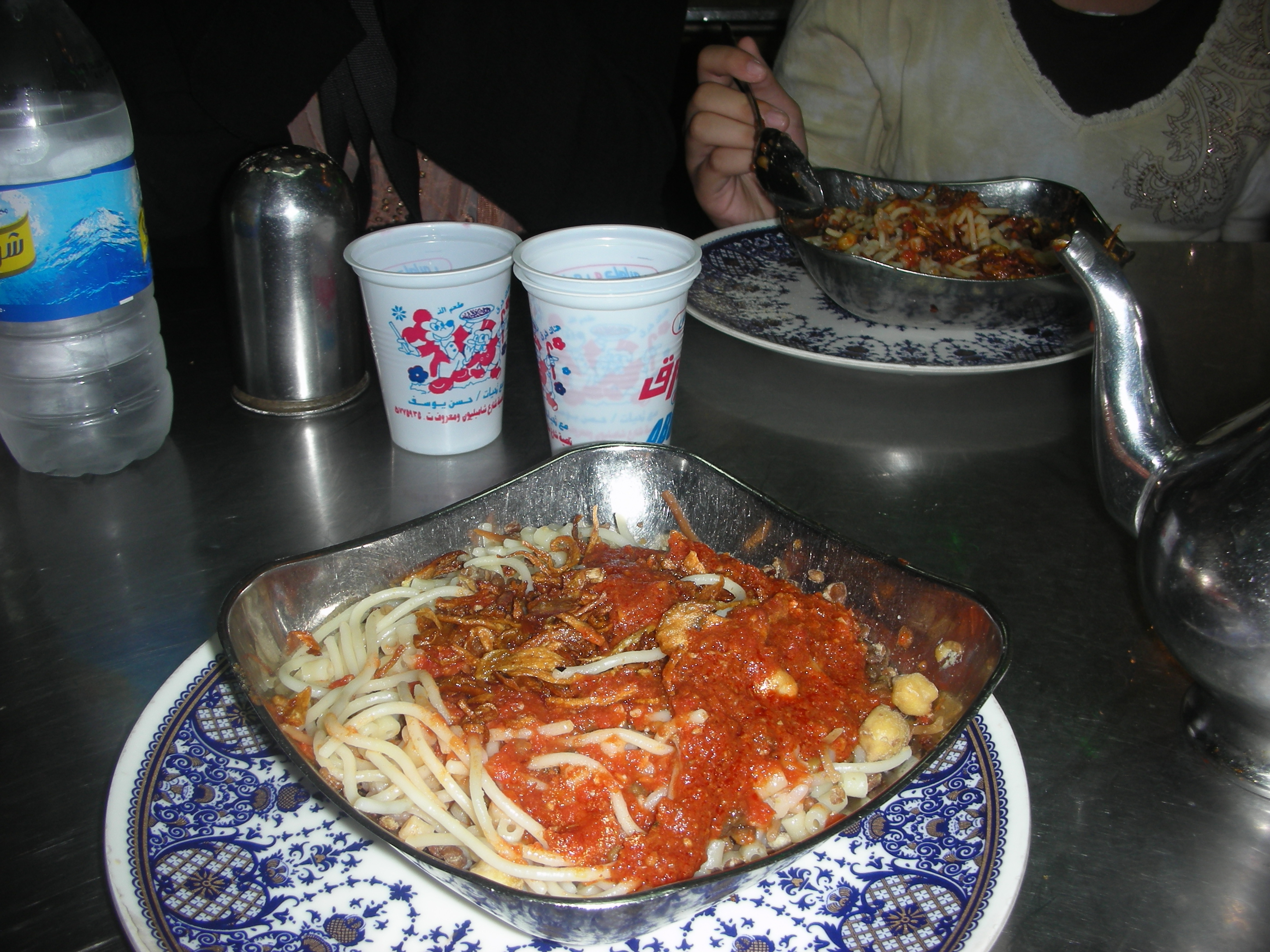
Kushari được phục vụ ở nhà hàng Ai Cập ở Cairo.

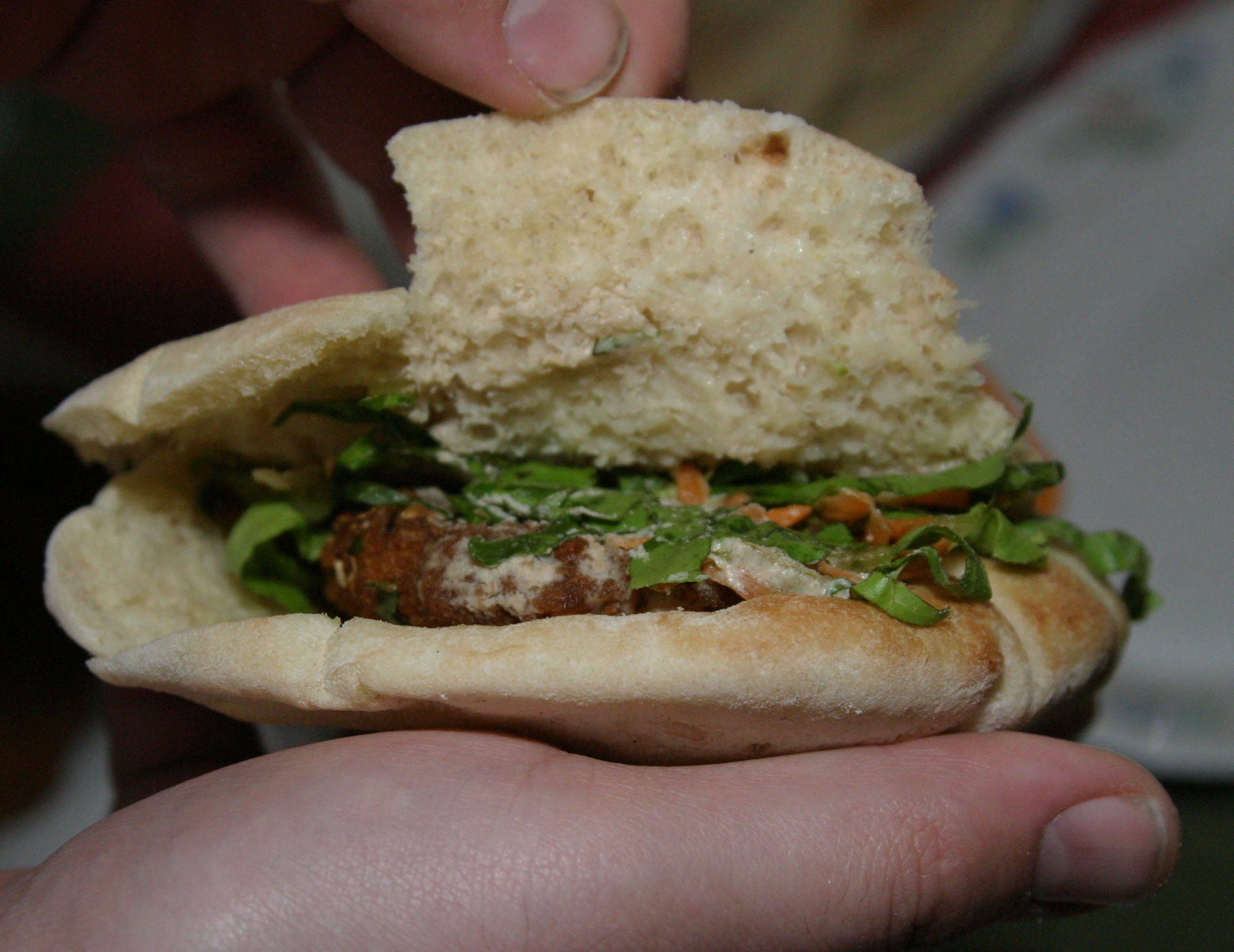
Bánh kẹp ta‘miya của ai cập.

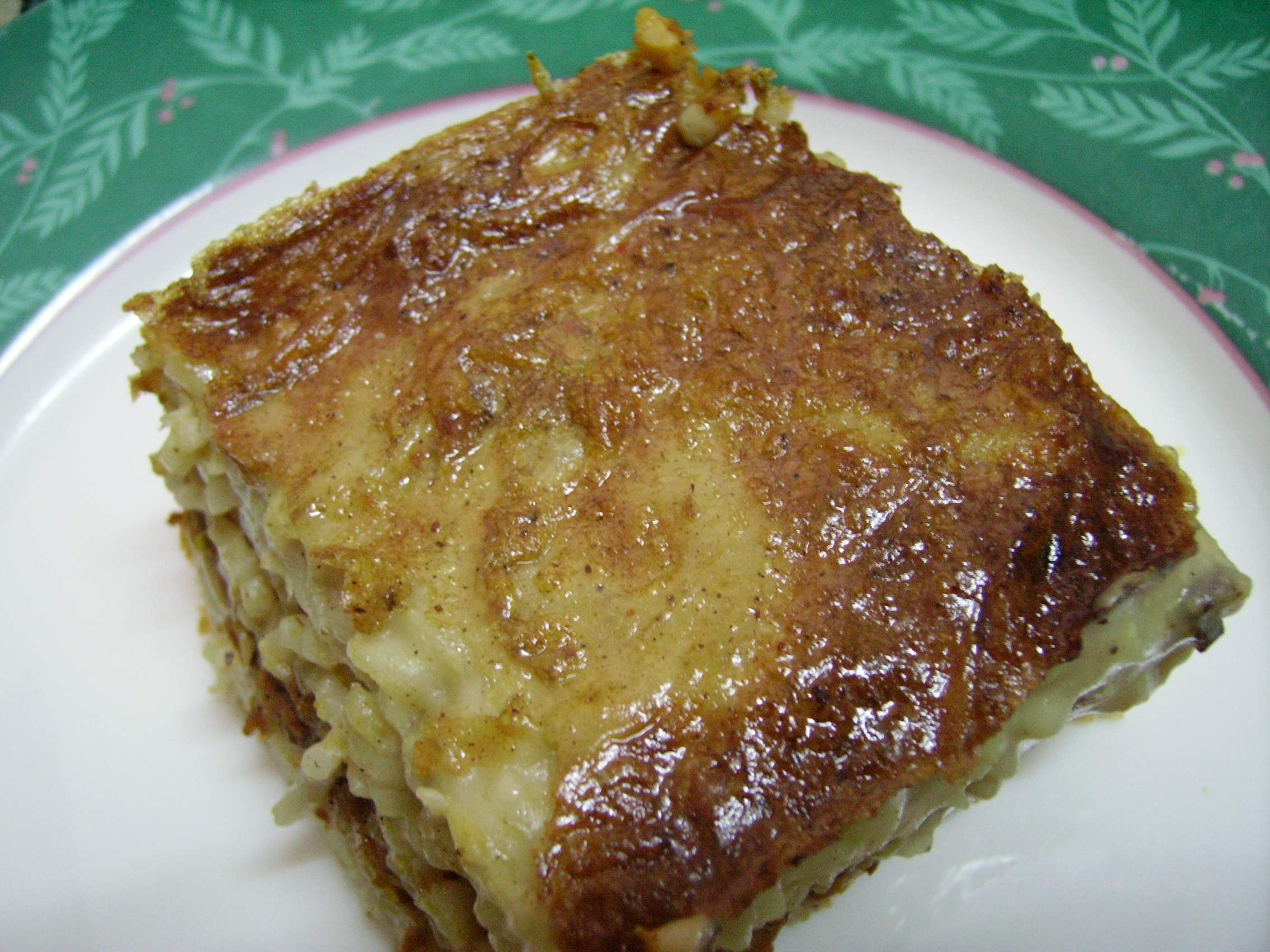
Một lát Macaroni Béchamel của Ai Cập

Ai Cập cổ đại được biết đến với việc sử dụng rất nhiều tỏi và hành tây trong đồ ăn hàng ngày của họ. Tỏi tươi với các loại rau thơm khác được sử dụng trong salad cà chua cay và cũng được nhồi vào cà tím nướng hoặc luộc. Tỏi xào với rau mùi được thêm vào molokhiya, một món súp xanh phổ biến được làm từ lá đay thái mịn, đôi khi với gà hoặc thỏ. Hành tây chiên cũng được thêm vào kushari.
| Món                                              | Định nghĩa |
| ------------------------------------------------ | --- |
| Baba ghanoush                                    | Một loại gia vị làm với cà tím, nước chanh, muối, tiêu, mùi tây, thì là Ai Cập và dầu. |
| Dakka (IPA: [ˈdæʔʔæ])                            | Một hỗn hợp khô từ quả kiên thái, hạt, gia vị trung đông, và hương liệu. |
| Kebab (IPA: [kæˈbæːb])                           | Thường là thịt cừu thái và băm trên xiên và nướng than hoa. |
| Kofta                                            | Thịt băm hoặc viên hoặc đôi khi là rau, thường được dùng với nước thịt có gia vị. |
| Kebda                                            | Gan rán, với gia vị. Món đặc sản của Alexandria được biết đến là Kebda Eskandarani (gan Alexandria) nó thường đậm đà hơn loại bình thường. |
| Keshk                                            | Một loại pudding sữa hoặc sữa chua đậm đà, làm với bột mì, đôi khi nêm với hành tây phi, nước dùng gà hoặc gà luộc. |
| Maḥshi (IPA: [ˈmæħʃi])                           | Một loại món nhồi từ cơm, nêm với rau thơm và gia vị, cho vào rau như ớt chuông xanh, cà tím, bí ngòi, cà chua, hoặc bắp cải. Rau nhồi sau đó được cho vào nồi và đổ nước dùng gà hoặc bò vào. |
| Maḥshi ḥamām (IPA: [ˈmæħʃi ħæˈmæːm])             | Bồ câu nhồi với cơm hoặc lúa mì và rau thơm. Đầu tiên được luộc chín, rau đó được quay và nướng. |
| Maḥshi wara' ‘enab (IPA: [ˈmæħʃi ˈwæɾæʔ ˈʕenæb]) | Lá nho nhồi với cơm trộn mà có thể được làm với bò băm áp chảo hoặc kiểu chay. Cơm được nêm với cà chua nghiền, hành tây, mùi tây, thì là, mùi, tiêu và gia vị Ai Cập. Hỗn hợp này được cuốn vào lá nho, đặt trong nồi và đổ nước dùng gà hoặc bò và chanh. |
| Mesaʾa‘ah (IPA: [mesæʔˈʔæʕæ])                    | Cà tím thái sau đó được nướng qua và đặt trong một cái chảo dẹt với hành tây, ớt chuông xanh, và ớt. Món này sau đó được phủ với xốt đỏ làm từ tương cà và các gia vị Ai Cập sau đó được nướng trong lò khoảng 30–40 phút ở 350 độ F. |
| Molokhiya (IPA: [moloˈxejjæ])                    | Súp rau nấu theo nhiều kiểu, trong đó lá đay được băm mịn, với các nguyên liệu như tỏi và rau mùi thêm vào cho mùi đặc trưng, sau đó được nấu với nước dùng gà. Các loại nước dùng khác có thể được sử dụng như thỏ, tôm, mà phổ biến ở Alexandria, và cá ở Port Said. Nó thường được cho là món ăn quốc gia. |
| Rozz me‘ammar (IPA: [ɾozze m(e)ˈʕɑmmɑɾ])         | Một món cơm làm bằng cách thêm sữa (và thường có bơ hoặc kem sữa) và nước dùng hoặc hạt nêm gà vào cơm và thường được nướng trong lò. Nó thường được dùng để thay thế cho cơm trắng trong các dịp lễ hội và bữa ăn gia đình lớn. |
| Shawerma (IPA: [ʃæˈweɾmæ])                       | Một loại bánh kẹp phổ biến từ thịt bò, cừu hoặc gà tước, thường cuốn với bánh pita và xốt Tahina. Món này là món khá mới được du nhập từ ẩm thực Levant, có thể được mang đến từ người nhập cư Liban hoặc Palestine, từ đó nó trở thành một phần vững trãi của ẩm thực Ai Cập. |
| Ṭehina (IPA: [tˤeˈħiːnɑ])                        | Nước chấm hoặc đồ phết tương vừng làm từ tahini vừng, nước chanh và tỏi. Thường dùng với bánh pita. |
| Salad Tehina                                     | Một loại gia vị làm với bơ vừng, giấm, nước chanh, muối, tiêu, mùi tây, thì là Ai Cập và dầu ô liu. |
| Cơm bram                                         | Cơm làm với sữa từ một loại nồi đất đặc biệt được gọi là bram, nướng và thường được dùng với gan gà. |
| Macaroni béchamel                                | Một biến thể kiểu Ai Cập của Lasagna của Ý, mà không có pho mát. Nó thường gồm lượng lớn penne slathered trong xốt bêsamen với các lớp thịt bò băm nhỏ, hành tây và tương cà, phủ với một ít penne nữa trong xốt bêsamen, phủ thêm với một lớp mỏng xốt bêsamen quét thêm một ít trứng, sau đó được nướng đến mức độ hoàn hảo. Một số người chế biến nó là một biến thể của món pastitsio của Hy Lạp, kết hợp với gebna rūmī, một loại pho mát Hy Lạp giống với pho mát Sardo hoặc Pecorino, cùng với hỗn hợp của penne macaroni và xốt bêsamen, và thường có hai tầng thịt nấu với hành tây. |
| Shakshouka (IPA: [ʃækˈʃuːkæ])                    | Trứng với xốt cà chua và rau. Một phiên bản được Ai Cập hoá từ ẩm thực Maroc. |
| Samak mashwi (IPA: [ˈsæmæk ˈmæʃwi])              | Cá nướng. Giống như hầu hết các món cá khác, một đặc sản của Alexandria. |
| Samak ma'li (IPA: [ˈsæmæk ˈmæʔli])               | Cá rán. Một đặc sản khác của Alexandria. |
| Torly                                            | Một khay bí, khoai tây, cà rốt, hành tây nướng và xốt cà chua. |

Các món khác bao gồm:
- Bamia – một món hầm với thịt cừu, đậu bắp và cà chua là các nguyên liệu cơ bản
- Beeftek (tiếng Ả Rập Ai Cập: [bofˈteːk]; thịt bê schnitzel; du nhập từ ẩm thực Pháp)
- Súp bissara
- Kersha (tiếng Ả Rập Ai Cập: [ˈkeɾʃæ]; gelatin cừu với rau).
- Besara (بسارة, [beˈsɑːɾɑ]).
- trứng với basterma.
- Ferakh panée (فراخ پانيه, [feˈɾæːx bæˈneː, -pæ, -pɑ]; “thijt gà schnitzel”)
- Feseekh (فسيخ, [fɪˈsiːx]; cá mugilidae muối hoặc lên men, người ta thường ăn nó trong dịp lễ hội Sham El Nessim, xảy ra vào ngày thứ Hai Phục Sinh của phương Tây).
- Feteer: Bánh làm với bột nào mỏng với lượng lớn bơ samnah. Nhân có thể mặc (e.g., pho mát, suguq) hoặc ngọt (e.g., qishta, mứt). Có một số loại nhà hàng chuyên về fitir, mặc dù kể từ đầu những năm 2000 họ cũng thường làm pizza.
- Kushari (IPA: [ˈkoʃæɾi])
- Shish taouk (IPA: [ʃiːʃ tˤɑˈwuːʔ, -ˈwuːk]); một món mới du nhập gần đây từ Levant.
- Sayyadeyah (IPA: [sˤɑj(j)ɑˈdejjɑ]).
- Qolqas: Rễ khoai môn, thường được gọt và chế biến với cà chua hoặc cải cầu vồng Thụy Sĩ. Qolqas chưa gọt và cà tím tạo thành món ṭabkha sawda, hay "món ăn đen".
- Fattah (IPA: [ˈfættæ]).
- Bamyah,"beram bamyah" (IPA: [ˈbæmjæ]).
- Kawarea vàMembar (كوارع و ممبار, [kæˈwæːɾeʕ we memˈbɑːr])
- Kamounia – món hầm từ thịt bò và thì là Ai Cập
- Mifataah (مفتّأه او حلاوة سوده)

## Món tráng miệng

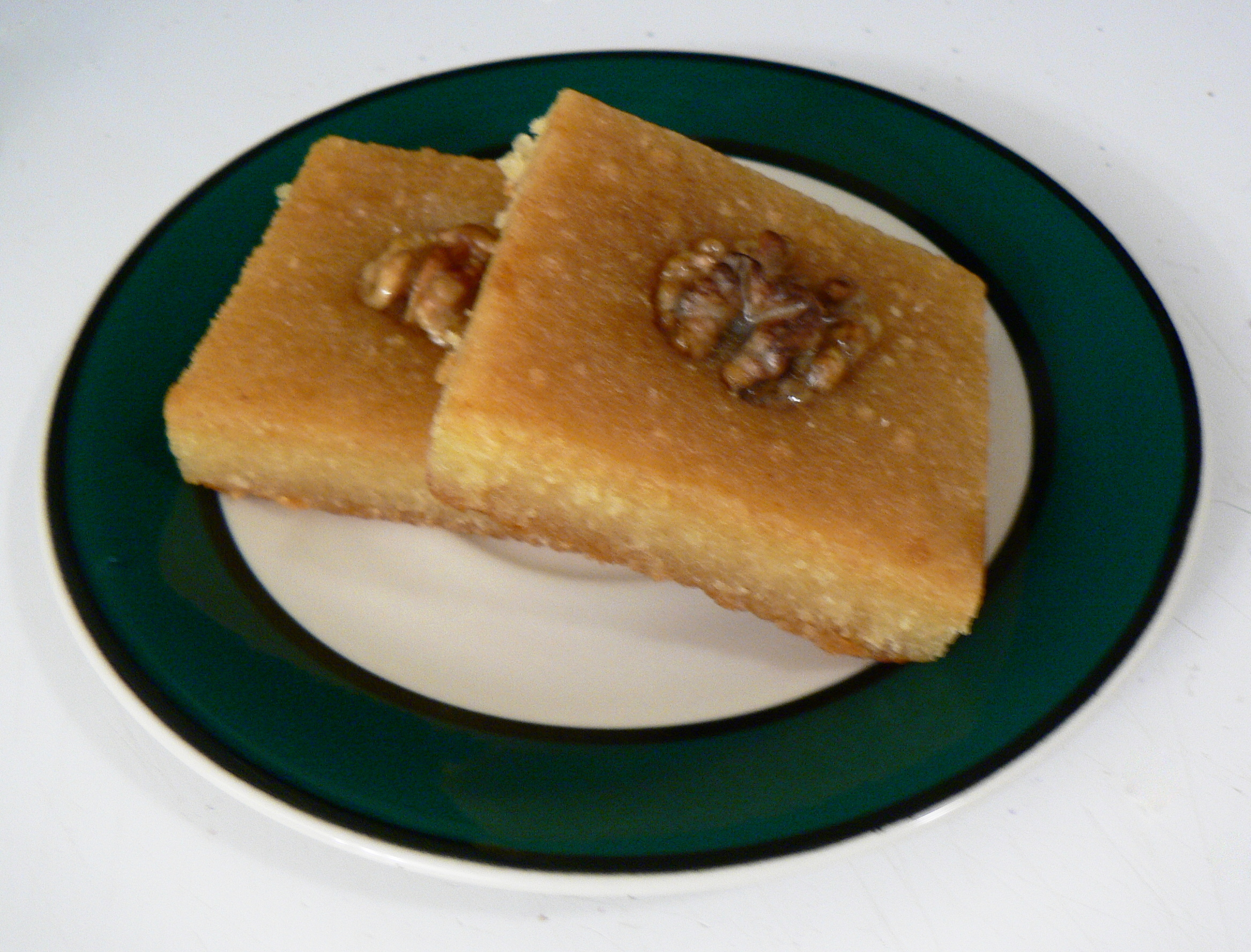
Basbousa phủ với hạt óc chó

Món tráng miệng của Ai Cập giống với các món tráng miệng của Trung Đông. Basbousa (IPA: [bæsˈbuːsæ]), đôi khi được gọi là harissa (ở Maroc và Alexandria), là một món cay làm từ semolina và nhúng vào xi rô đường. Nó thường được phủ với hạnh nhân và theo truyền thống được cắt theo chiều dọc thành nhiều mảnh nhỏ có hình viên kim cương. Baklava (tiếng Ả Rập Ai Cập: [bæʔˈlæːwæ]) là món ngọt làm từ nhiều tầng của bột nhào filo, một sự kết hợp của các loại quả kiên, và nhúng vào xi rô ngọt. Eish el saraya Fatayer là bánh kết (bột nhào filo) nhồi với mọi thứ từ trứng đến mơ và các loại trái cây. Polvorón (tiếng Ả Rập Ai Cập: غوريبة, IPA: [ɣoɾɑjˈjebɑ] Ghūrībah) là một món phổ biến ở toàn bộ Bắc Phi. Nó là một món ngọt giống với kahk (كحك, [kæħk]) nhưng mỏng hơn nhiều. Nó giống với bánh giòn xốp phủ với hạnh nhân rang.

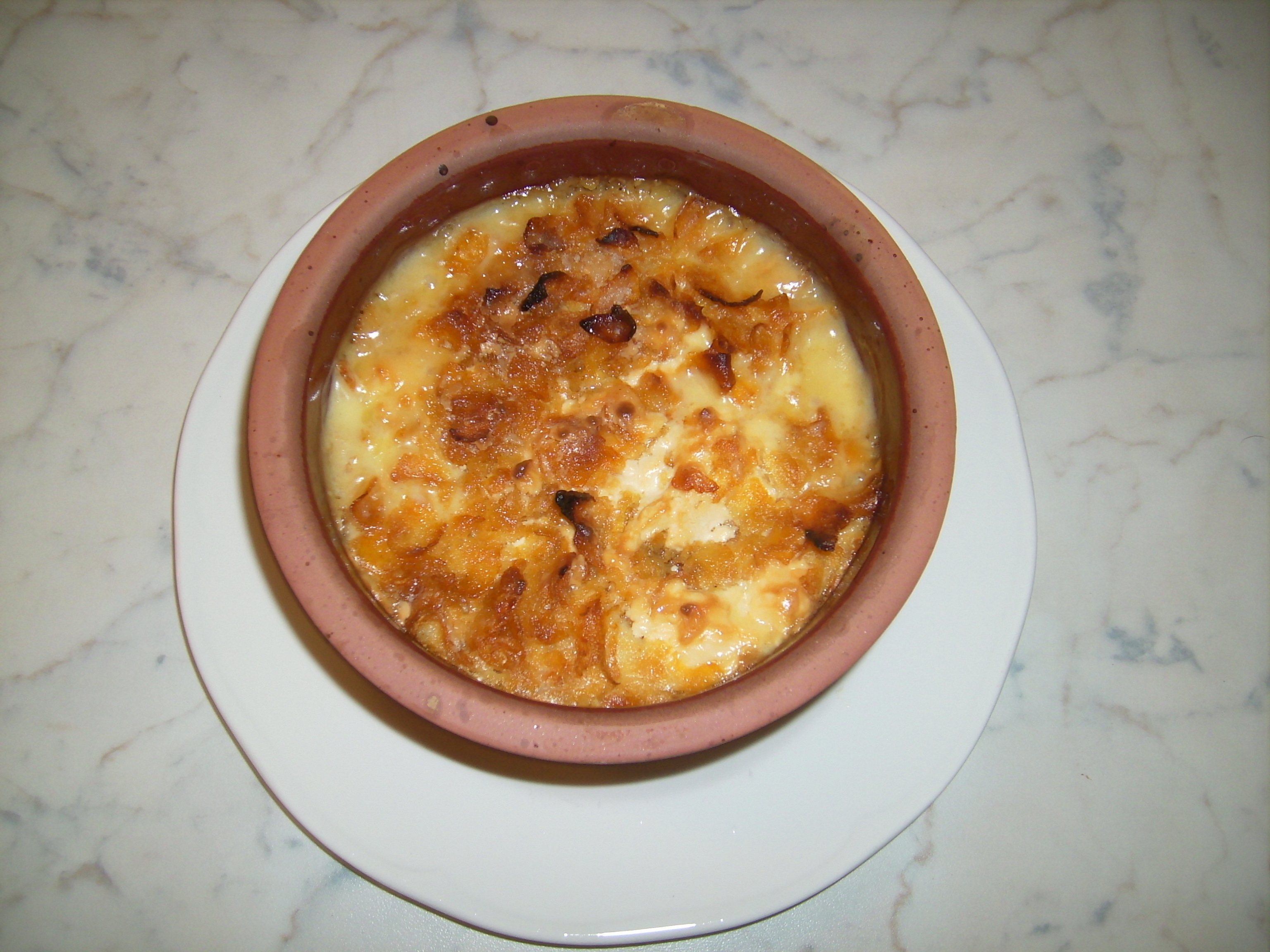
Umm Ali được chế biến trong lò

Kahk là món ngọt truyền thống phổ biến nhất trong dịp Eid al-Fitr (عيد الفطر, [ʕiːd el ˈfetˤɾ]) ở Ai Cập. Nó là loại bánh quy giòn xốp phủ với đường bột, mà có thể được nhồi với chà là, hạt óc chó, hoặc agameya (عجمية, [ʕæɡæˈmejjæ]) (giống như lokum của Thổ Nhĩ Kỳ) hoặc có thể được dùng không. Kunafa (IPA: [koˈnæːfæ]) là một món bột nhào viên hình "ngón tay" nướng và nhồi với các loại quả kiên (thường là hạt dẻ cười), thịt, kem béo hoặc đồ ngọt. Luqmet el qadi (IPA: [ˈloʔmet el ˈʔɑːdi]) là loại bánh donut nhỏ, tròn mà giòn ở bên ngoài và mềm và có xi rô ở bên trong. Nó có thể được dùng với bột quế hoặc đường bột. Qatayef (IPA: [ʔɑˈtˤɑːjef]) là món tráng miệng dành cho dịp lễ Ramadan của Hồi giáo, một loại bánh kếp ngọt có nhân pho mát hoặc quả kiên. Roz be laban (IPA: [ˈɾozze b(e) ˈlæbæn], “pudding gạo”) làm từ loại gạo trắng ngắn, sữa nguyên kem, đường và vani. Nó có thể được dùng với bột quế. Umm Ali (ام على, [omme ˈʕæli]), món món ăn quốc gia của Ai Cập, giống với bánh pudding làm từ bột nhào, quả kiên, nho khô
và được dùng nóng.
Các món tráng miệng khác bao gồm:
- Feteer meshaltet[16] (فطير مشلتت, [fɪˈtˤiːɾ meˈʃæltet])

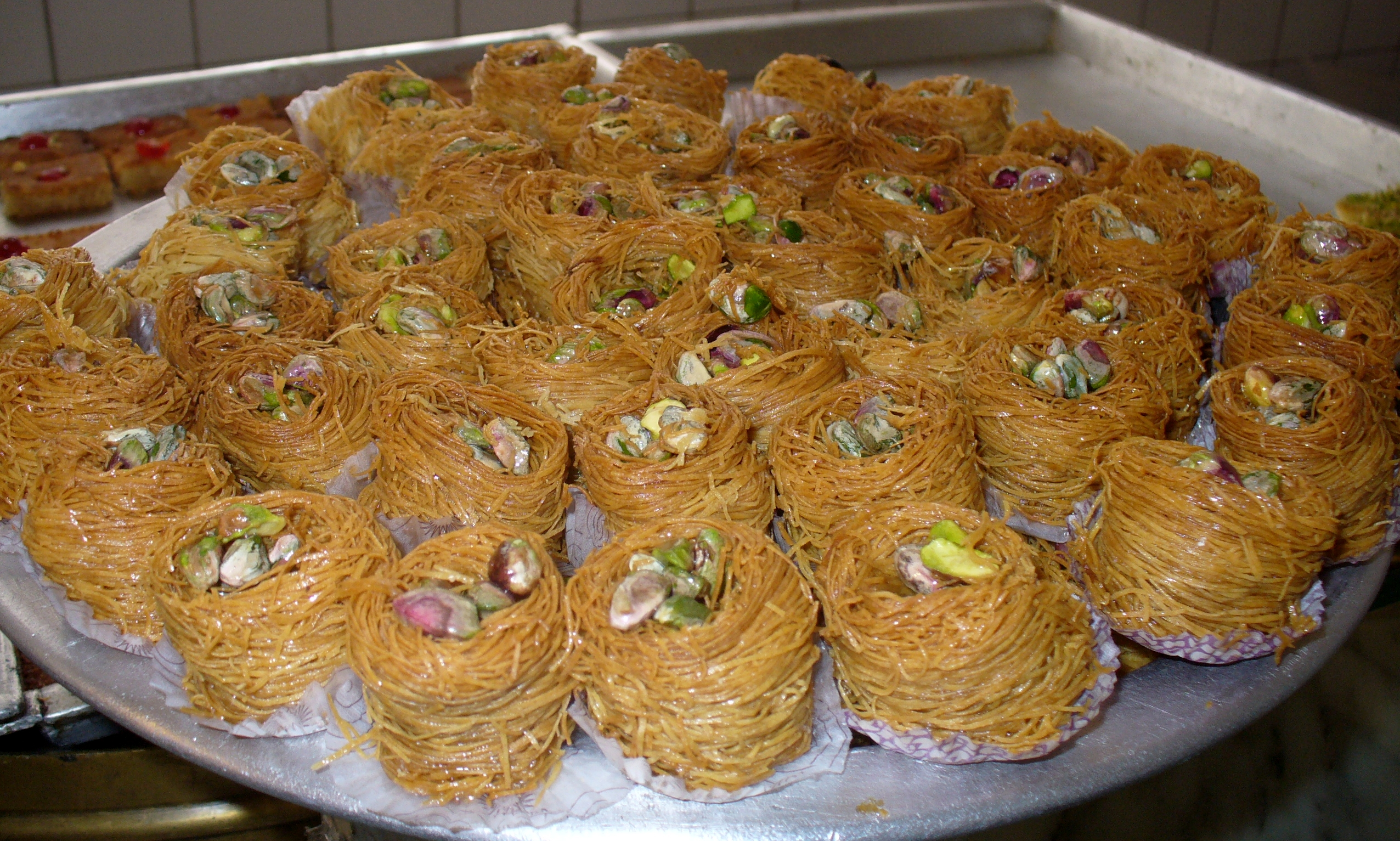
Konafa, một loại đồ tráng miệng của Ai Cập là từ bột nhào mỏng, quả kiên và xi rô

- Couscous kiểu Ai Cập, với bơ hoặc kem béo đặc và đường cùng với các loại quả kiên và hoa quả khô.
- Halawa (حلاوة, [ħæˈlæːwæ]).
- Ladida (لديدة, [læˈdiːdæ]).
- Malban (ملبن, [ˈmælbæn], lokum)
- Mehalabeyya (مهلبية, [mehællæˈbejjæ, mæ-]): một loại blancmange ngọt.
- Melabbes (ملبس, [meˈlæbbes]).

### Bánh
Bánh táo truyền thống được nêm với các loại gia vị khác nhau như nhục đậu khấu hoặc quế để tăng hương vị. Quả kiên nghiền cũng được thêm vào phần bột nhào, phổ biến nhất là hạnh nhân và hạt óc chó. Bánh bông lan là bánh làm từ bột (thường là bột lúa mạch), đường, và trứng, đôi khi có thêm bột nở và vani (ميل فى, [mel feːj, mil-, -foːj] hoặc [mil fœj], từ tiếng Pháp: Mille-feuille).

## Thức uống
Trà (شاى, [ʃæːj]), trà là thức uống quốc gia ở Ai Cập, sau đó là cà phê Thổ Nhĩ Kỳ và Ai Cập. Trà Ai Cập thường đen và chua và thường được dùng trong cốc, đôi khi với sữa. Trà đóng gói ở Ai Cập hầu như được nhập khẩu từ Kenya và Sri Lanka. Chính phủ Ai Cập coi trà là vụ mùa chiến lược và mở nhà máy chè lướn ở Kenya. Trà Ai Cập có hai loại, Koshary và Saiidi.
Trà Koshary (شاى كشرى, [ʃæːj ˈkoʃæɾi]), phổ biến ở Hạ (Bắc) Ai Cập, được chế biến bằng phương pháp truyền thống từ trà đen nhúng trong nước sôi và đợi trong vài phút. Nó luôn luôn được làm ngọt với đường mía và có hương vị bạc hà tươi. Thêm sữa vào cũng phổ biến. Trà Koshary thường có màu và hương vị nhạt.
Trà saiidi (شاى صعيدى, [ʃæːj sɪˈʕiːdi]) phổ biến ở Thượng (Nam) Ai Cập. Nó được chế biến bằng cách đung sôi trà đen với nước năm phútf với lửa lớn. Trà saiidi cực kỳ mạnh và tối, thường hai thìa cà phê trà một tách là điển hình. Nó được làm ngọt với lượng lớn đường mía (bắt buộc vì công thức và phương pháp này làm trà rất đắng). Trà saiidi có màu đen kể cả trong dạng lỏng.
Trà là một phần không thể thiếu trong cuộc sống hàng ngày và nghi lễ dân gian ở Ai Cập. Nó thường được dùng cùng bữa sáng trong hầu hết các hộ gia đình, và uống trà sau bữa trưa cũng phổ biến. Khi đến nhà người khác, bất kể là mức độ hay mục đích nào của chuyến ghé thăm, đều có một tách trà; sự hiếu khách này cũng có diễn tra ở những chuyến làm việc ở văn phòng cá nhân, phụ thuộc vào đặc điểm công việc. Một tên gọi phổ biến cho trà ở Ai Cập là "bổn phận" (trong tiếng Ả Rập là "wa-jeb" hoặc "wa-geb"), vì phục vụ trà cho khách được coi là bổn phận.
Trà xanh mới có mặt ở Ai Cập gần đây a (chỉ từ khoảng cuối những năm 1990 họ có thể chi trả cho trà xanh) và nó không quá phổ biến. Điều này trái ngược với một số phần của Maghreb và Sahara, nơi mà trà thuốc súng theo truyền thống được sử dụng để làm trà Touareg và trà dành cho nghi lễ trà Maroc.
Ngoài trà, trà thảo mộc cũng thường được dùng ở các quán trà Ai Cập. Karkadeh (/ˈkɑːrkədeɪ/; tiếng Ả Rập Ai Cập: [kæɾkæˈdeː], كركديه), một loại trà từ đài hoa dâm bụt khô đặc biệt phổ biến, như là các phần khác của Bắc Phi. Nó thường được phục vụ rất ngọt và lạnh nhưng cũng có thể được uống nóng. Thức uống này được cho là thức uống yêu thích của Pharaon. Ở Ai Cập và Sudan, trong đám cưới thường có trà dâm bụt. Trong các con phố điển hình của trung tâm Cairo, mọi người có thể thấy nhiều người bán dạo hoặc quán cà phê ngoài trời bán loại trà này. Ở Ai Cập, karkadeh được sử dụng làm một cách để giảm huyết áp máu khi được tiêu thụ với một lượng lớn. Trà sắc từ bạc hà, quế, gừng khô, và tiểu hồi cần cũng phổ biến, gọi là sahlab. Hầu hết các loại trà thảo mộc này được coi là có cả chức năng y học; đặc biệt phổ biến là loại trà sắc từ nước chanh nóng trong lá bạc hà và được làm ngọt với mật ong và dùng để trị viêm họng.
Cà phê (قهوة, tiếng Ả Rập Ai Cập: [ˈʔæhwæ], Saidi Arabic: gahwah [ˈɡahwa]) được coi là thức uống để chào đón ở Ai Cập. Nó thường được chế biến trong ấm cà phê nhỏ, gọi là dalla (دلة) hoặc kanakah [ˈkænækæ] (كنكه) ở Ai Cập. Người ta dùng có trong tách nhỏ để uống cà phê gọi là (فنجان, tiếng Ả Rập Ai Cập: [fenˈɡæːn]; Sa'idi: fenjān [fenˈdʒaːn]).
Ở Ai Cập, nước mía được gọi là aseer asab là là một loại đồ uống rất phổ biến được bán ở hầu hết tất cả các quầy bán nước ép, có thể thấy rất nhiều ở hầu hết các thành phố.
Trà glycyrrhiza glabra và nước ép minh quyết theo truyền thống được uống vào tháng Hồi giáo Ramadan, được gọi là qamar ad-din.
Một loại đồ uống chua, nhẹ được làm từ me phổ biến vào mùa hè được gọi là Tamr Hindi. Nghĩa đen là "chà là Ấn Độ", là thuật ngữ địa phương để nói về me.
Một loại thức uống ngọt có màu trắng gọi là sobia là đồ uống truyền thống của Ai Cập, đặc biệt được bán ở tháng linh thiêng của Ramadan, và là một loại sữa gạo có hương dừa. Nó được cho vào trai nhựa và bán ở các quầy bán dạo khắp các thành phố của Ai Cập.